# Hallongrundet
Hallongrundet är en halvö i Finland. Den ligger i sjön Byrkholmsfjärden och i kommunen Karleby i den ekonomiska regionen  Karleby  och landskapet Mellersta Österbotten, i den centrala delen av landet, 400 km norr om huvudstaden Helsingfors.
Terrängen på Hallongrundet är varierad.  I omgivningarna runt Hallongrundet växer i huvudsak blandskog.